# Pablo Martínez Morales
Pablo Martínez Morales (Asunción, Paraguay, 30 de noviembre de 1996) es un futbolista profesional paraguayo que se desempeña como delantero y su equipo actual es Club Atlético 3 de febrero, de la Segunda división de Paraguay

## Carrera
Martínez pasó parte de su carrera juvenil en el Nanawa, hasta su llegada a 3 de Febrero en 2013, cuando tenía 17 años. Fue promovido al primer equipo antes del comienzo del Torneo Clausura 2018 de Paraguay, haciendo su debut profesional frente a Cerro Porteño, partido que finalizó 1-1. Después de hacer cinco apariciones más, Martínez se fue a préstamo por 2 años a Lanús, equipo de la Superliga Argentina. Su debut en el Granate fue el 2 de febrero de 2019 en la victoria por 1-0 sobre Colón, ingresando a los 32 minutos del segundo tiempo por Marcelino Moreno.

## Clubes
|  | Club         | País      | Año               |
|  | ------------ | --------- | ----------------- |
|  | 3 de Febrero | Paraguay  | 2017 - 2018       |
|  | Lanús        | Argentina | 2018 - "Presente" |

## Estadísticas

### Clubes
- Actualizado hasta el 20 de abril de 2019.

| 3 de Febrero Paraguay |                     |                     |    |   |   |   |   |   |    |   |
| 1.ª | 2018                | 6                   | 0  | 0 | 0 | - | - | 6 | 0  |   |
| Total club | Total club          | Total club          | 6  | 0 | 0 | 0 | - | - | 6  | 0 |
| Lanús Argentina |                     |                     |    |   |   |   |   |   |    |   |
| 1.ª | 2018-19             | 7                   | 0  | 2 | 0 | - | - | 9 | 0  |   |
| Total club | Total club          | Total club          | 7  | 0 | 2 | 0 | - | - | 9  | 0 |
| Total en su carrera | Total en su carrera | Total en su carrera | 13 | 0 | 2 | 0 | - | - | 15 | 0 |
| (1) Las copas nacionales se refiere a la Copa Paraguay, a la Copa Argentina y a la Copa de la Superliga Argentina. (2) Las copas internacionales se refiere a la Copa Libertadores y a la Copa Sudamericana. |                     |                     |    |   |   |   |   |   |    |   |